# Guilherme Boulos

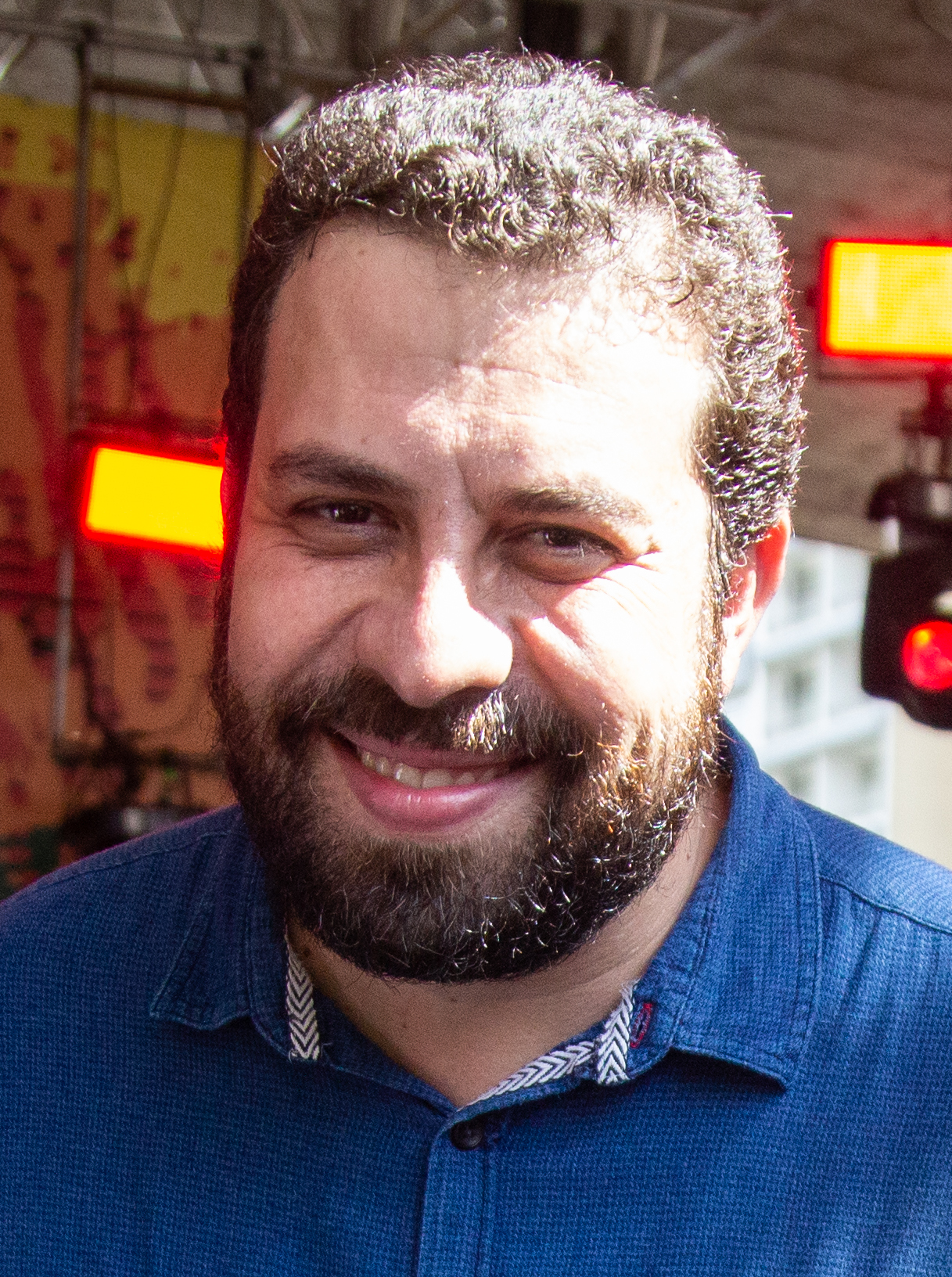
Guilherme Boulos

Guilherme Castro Boulos (geboren am 19. Juni 1982) ist ein brasilianischer Politiker, Aktivist und Autor. Er ist Mitglied des Nationalkomitees der Bewegung der wohnungslosen Arbeiter (MTST). Im Jahr 2018 trat Boulos in die Partei PSOL ein und trat 2018 als Präsidentschaftskandidat für die Präsidentschaftswahl an.
Im Jahr 2020 trat Boulos als Kandidat für das Bürgermeisteramt in São Paulo an und schaffte es in die Stichwahl gegen den Kandidaten Bruno Covas aus der Partei PSDB. Covas gewann die Stichwahl. Bei den allgemeinen Wahlen im Jahr 2022 wurde Boulos als Abgeordneter für São Paulo in die Abgeordnetenkammer gewählt, nachdem er die meisten Stimmen für den Bundesabgeordneten im Bundesstaat erhalten hatte.
2003 wurde Boulos als Mitglied der Bewegung der wohnungslosen Arbeiter (MTST) landesweit bekannt, während er an einer Besetzung auf dem Grundstück von Volkswagen in São Bernardo do Campo teilnahm. Die Time listet Boulos in ihrer Time 100 Next Liste der aufstrebenden Führungskräfte für 2021.

## Bücher
- Guilherme Boulos: Por que ocupamos? Uma introdução à luta dos Sem-Teto. Autonomia Literária, São Paulo 2014, ISBN 978-85-69536-01-7 (portugiesisch, mtst.org (Memento des Originals vom 18. Februar 2015 im Internet Archive) [abgerufen am 19. November 2017]).
- Guilherme Boulos: Brasil em jogo: o que fica da Copa e das Olimpíadas. Boitempo, São Paulo 2014, ISBN 978-85-7559-384-4, O que quer o MTST (portugiesisch, com.br).
- Guilherme Boulos: De que lado você está? Reflexões sobre a conjuntura política e urbana no Brasil. Boitempo, São Paulo 2015, ISBN 978-85-7559-440-7 (portugiesisch, com.br).